# Dahomey

Ghezo (1818-1856) király zászlaja

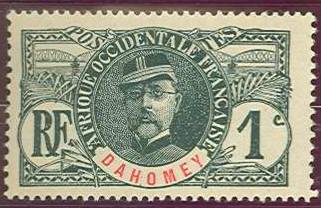
Dahomeyi bélyeg Louis Léon César Faidherbe arcképével

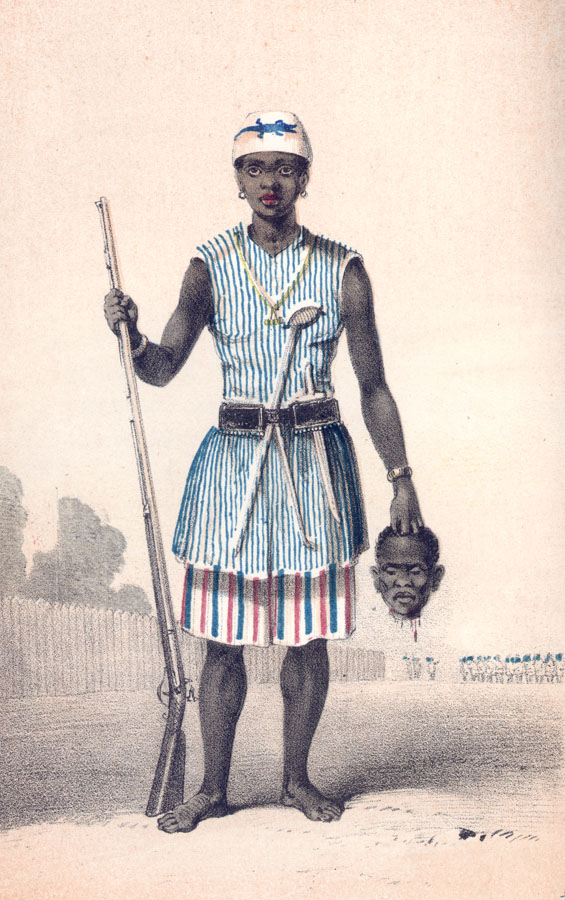
Damomey amazon (1851)

Dahomey egykori királyság Nyugat-Afrikában, a mai Benin területén. A 17. században alapították és a 19. század végéig állt fenn, amikor francia csapatok foglalták el, és Franciaország gyarmataihoz, Francia Nyugat-Afrikához csatolták.

## Története
Dahomeyt az aják alapították 1625-ben, akik a part menti Allada Királyságból északra vándoroltak, és a már itt élő fonok között telepedtek le. 1650 körülre az aják uralmuk alá hajtották a fonokat, és Wegbaja nevű főnökük a két nép által lakott terület királyává kiáltotta ki magát, fővárosává pedig Agbomét tette. Wegbaja és utódai erősen központosított államot építettek ki, mely a király és ősei kultikus tiszteletén alapult. A nekik bemutatott áldozatok között emberáldozatok is voltak. Minden föld az uralkodó tulajdona volt, akinek minden terményből részt kellett adni. Wegbaja és utódai fő bevételi forrása azonban a rabszolga-kereskedelem volt. Amikor Dahomey királyai terjeszkedni kezdtek, már az európaiaktól kapott fegyverekkel indultak szomszédaik ellen.
Agadja király alatt elfoglalták Alladát, az uralkodócsalád szülőföldjét, így már közvetlen kapcsolatba kerültek a partvidék európai rabszolga-kereskedőivel (főként portugálokkal és hollandokkal). Agadja és serege azonban nem boldogult a szomszédos Ojo Királysággal, amely fő konkurense volt a rabszolga-kereskedelemben, végül 1730-ban Dahomey Ojo hűbérese lett, bár függetlensége megmaradt.
A másik államnak alárendelt Dahomey tovább terjeszkedett és fejlődött részben a rabszolga-, később pedig a pálmaolaj-kereskedelemnek köszönhetően. A bevételek mind a királyt illették, aki - lévén az összes föld birtokosa - mindenre monopoljoggal rendelkezett.
A dahomeyi királyok női hadseregét az európaiak amazonoknak hívták. Az amazon hadsereg puskákkal volt felfegyverkezve, és a csatákban rendkívüli harciasságot tanúsított. "A király asszonyai"-nak 3000-4000 főből álló csapata a dahomeyi hadsereg magvát képezte. A női hadsereg 1729-ben alakult, amikor egy alkalommal harci játékok alkalmával a nők is kitüntették magukat. Hasonló női seregük volt más afrikai törzseknek is. Ghozo király haláláig (1856) az amazonokat csak azok közül a halálra ítélt nőkből szervezték, akiknek a király megkegyelmezett. Az amazonok nem mehettek férjhez, de a király tetszés szerint válogathatott közöttük. Akik a szüzességi fogadalmat megszegték, azokat kivégezték. Az amazonok akkor voltak büszkék, ha a háborúból minél több diadaljelvényt vihettek magukkal, különösen foglyokat, levágott fejeket. Vadak és érzéketlenek voltak a fájdalom iránt, ha megsebesültek, nem jajgathattak. Békeidőben állandó fegyveres kiképzést kaptak. Fegyverzetük egy hosszú dán puska, tölténytáska, rövid kard és egy buzogány volt. Kék-fehér csíkos ujjatlan, térdig érő ruhát viseltek.
Amikor Dahomey 1894-ben francia fennhatóság alá került, az amazonsereg is megszűnt.
Dahomeyt végül 1892–1894-ben elfoglalta és gyarmataihoz csatolta Franciaország. A francia seregben jórészt afrikaiak (főleg jorubák) harcoltak, akik a dahomeyi királyok uralma ellen keltek fel.
1960. augusztus 1-jén kiáltották ki Dahomey Köztársaságot. 1972-ben Mathieu Kérékou őrnagy katonai puccsot hajtott végre, majd 1974-ben egypárti állam jött létre a Benini Népi Forradalmi Párt hegemóniájával. Az ország nevét ekkor változtatták Beninre.

## Dahomey királyai
- Gangnihessou ????–1620
- Dakodonou 1620–1645
- Houegbadja 1645–1685
- Akaba 1685–1708
- Agadja 1708–1732
- Tegbessou 1732–1774
- Kplinga 1774–1789
- Agonglo 1789–1797
- Adandozan 1797–1818
- Ghezo 1818–1856
- Glele 1856–1889
- Behanzin 1889–1894